# 2022년 동계 올림픽 루지 남자 1인승
2022년 동계 올림픽의 루지 남자 1인승 종목은 2022년 2월 5일과 2월 6일 중화인민공화국 베이징시 옌칭구 샤오하이퉈 봅슬레이 루지 트랙에서 진행됐다. 독일의 요하네스 루트비히가 우승을 차지했으며, 본인의 개인 종목 첫 올림픽 우승이기도 하다. 2위는 오스트리아의 볼프강 킨들이, 3위는 이탈리아의 도미니크 피슈날러가 차지했다. 킨들과 피슈날러는 이번이 첫 올림픽 메달 획득이다.
2018년 동계 올림픽 디펜딩 챔피언은 다비트 글라이어셔로, 올림픽 직전 2021-22 루지 월드컵에서 10위에 올랐으며 이번 대회 출전권을 따냈다. 지난 대회 은메달리스트인 크리스 매즈더도 출전권을 부여받았다. 동메달리스트 요하네스 루트비히는 2021-22 루지 월드컵에서 1위를 달리면서, 이번 대회의 강력한 우승후보로 꼽혔다. 같은 월드컵에서 볼프강 킨들이 2위, 2010년과 2014년 올림픽 금메달리스트 펠릭스 로흐가 3위를 차지했다.
경기 결과 4차례의 시도 중 3차례에서 루트비히가 1위를 차지했으며, 그 중 두 기록은 트랙 레코드 기록을 경신했다. 킨들은 3차례에서 2위를 차지했고, 피슈날러 역시 3차례에서 3위를 차지했다.

## 예선
이번 대회에서는 총 35명의 선수가 출전하며, 각 국가당 최대 3명까지 출전할 수 있다. 올림픽 시즌 기간에 획득한 점수를 합산한 것을 기반으로 출전권이 부여되며, 기준은 2021년 7월 1일부터 2022년 1월 10일까지이다.
남자 1인승 종목에서는 상위 50위 이내에 든 선수와 그 국가에게 출전권이 부여된다. 최대 3명 제한으로 남게 된 출전권은 32위 이내에 든 국가 중 두번째로 좋은 기록을 낸 해당국 선수에게 돌아가며, 그 다음에도 남은 출전권은 세번째로 좋은 기록을 낸 해당국 선수에게 돌아간다.
2021년 12월 17일 국제루지연맹은 예선 일정을 변경한다고 밝혔다. 1차 월드컵에서 참가선수 훈련 기간이 바뀌어 장비가 제때 조달되지 못한 탓에 일정이 바뀌게 된 것이다. 이에 따라 월드컵 시즌 기간 동안 총 7차례의 경기 결과를 토대로 하던 것이 4차례의 경기만 토대로 하는 것으로 바뀌었다.
2022년 1월 19일, 국제루지연맹은 올림픽 출전 선수 명단을 최종 확정했다.

### 출전 현황
| 출전선수 | 총 출전권 | 국가 |
| -------- | --------- | --- |
| 3        | 18        | 독일 · 오스트리아 · 러시아 올림픽 위원회 · 라트비아 · 이탈리아 · 미국                                                                             |
| 2        | 2         | 슬로바키아 · 우크라이나 |
| 1        | 15        | 캐나다 · 루마니아 · 오스트레일리아 · 스웨덴 · 폴란드 · 영국 · 불가리아 · 중화인민공화국 · 체코 · 보스니아 헤르체고비나 · 조지아 · 일본 · 대한민국 |
| 35       | 35        | |

1. ↑  단체 계주 종목 참가로 인한 출전권 부여.

## 결과
2월 5일 1-2차 시도, 2월 6일 3-4차 시도 경기가 치러지며, 총 네 차례의 기록을 합산하여 메달색이 가려진다.
| 순위 | 순서 | 이름                    | 국가                  | 1차       | 순위 | 2차      | 순위 | 3차       | 순위 | 4차       | 순위      | 합계     | 차이   |
| ---- | ---- | ----------------------- | --------------------- | --------- | ---- | -------- | ---- | --------- | ---- | --------- | --------- | -------- | ------ |
| 1    | 4    | 요하네스 루트비히       | 독일                  | 57.063 TR | 1    | 57.438   | 2    | 57.043 TR | 1    | 57.191    | 1         | 3:48.735 |        |
| 2    | 1    | 볼프강 킨들             | 오스트리아            | 57.110    | 2    | 57.430   | 1    | 57.117    | 2    | 57.238    | 2         | 3:48.895 | +0.160 |
| 3    | 10   | 도미니크 피슈날러       | 이탈리아              | 57.361    | 3    | 57.444   | 3    | 57.461    | 5    | 57.420    | 3         | 3:49.686 | +0.951 |
| 4    | 2    | 펠릭스 로흐             | 독일                  | 57.383    | 5    | 57.500   | 4    | 57.510    | 7    | 57.485    | 6         | 3:49.878 | +1.143 |
| 5    | 3    | 크리스테르스 아파료츠   | 라트비아              | 57.364    | 4    | 57.597   | 6    | 57.399    | 4    | 57.693    | 9         | 3:50.053 | +1.318 |
| 6    | 5    | 막스 랑겐한             | 독일                  | 57.606    | 9    | 57.536   | 5    | 57.521    | 8    | 57.429    | 4         | 3:50.092 | +1.357 |
| 7    | 7    | 긴츠 베르진슈           | 라트비아              | 57.414    | 7    | 57.709   | 7    | 57.480    | 6    | 57.570    | 7         | 3:50.173 | +1.438 |
| 8    | 18   | 크리스 매즈더           | 미국                  | 57.780    | 10   | 58.039   | 9    | 57.779    | 10   | 57.779    | 10        | 3:51.377 | +2.642 |
| 9    | 12   | 로만 레필로프           | 러시아 올림픽 위원회  | 57.594    | 8    | 58.679   | 16   | 57.714    | 9    | 57.647    | 8         | 3:51.634 | +2.899 |
| 10   | 8    | 세묜 파블리첸코         | 러시아 올림픽 위원회  | 57.786    | 11   | 58.115   | 10   | 57.955    | 13   | 57.793    | 11        | 3:51.649 | +2.914 |
| 11   | 24   | 레온 펠더러             | 이탈리아              | 57.814    | 12   | 58.211   | 11   | 57.855    | 11   | 57.960    | 14        | 3:51.840 | +3.105 |
| 12   | 6    | 니코 글라이어셔         | 오스트리아            | 59.110    | 27   | 58.351   | 14   | 57.370    | 3    | 57.452    | 5         | 3:52.283 | +3.548 |
| 13   | 21   | 터커 웨스트             | 미국                  | 58.079    | 15   | 57.831   | 8    | 58.534    | 21   | 57.916    | 13        | 3:52.360 | +3.625 |
| 14   | 16   | 알렉산드르 고르바체비치 | 러시아 올림픽 위원회  | 58.139    | 16   | 58.339   | 13   | 58.080    | 14   | 58.043    | 15        | 3:52.601 | +3.866 |
| 15   | 11   | 다비트 글라이어셔       | 오스트리아            | 57.407    | 6    | 58.240   | 12   | 58.908    | 26   | 58.617    | 20        | 3:53.172 | +4.437 |
| 16   | 22   | 알렉산더 펠라초         | 오스트레일리아        | 58.216    | 19   | 58.994   | 24   | 58.122    | 16   | 57.887    | 12        | 3:53.219 | +4.484 |
| 17   | 14   | 리드 와츠               | 캐나다                | 58.049    | 14   | 59.071   | 25   | 58.108    | 15   | 58.065    | 16        | 3:53.293 | +4.558 |
| 18   | 23   | 아르투르스 다르즈니엑스 | 라트비아              | 58.166    | 17   | 59.370   | 28   | 57.932    | 12   | 58.241    | 17        | 3:53.709 | +4.974 |
| 19   | 19   | 조너선 거스터프슨       | 미국                  | 57.845    | 13   | 59.330   | 27   | 58.496    | 20   | 58.275    | 18        | 3:53.946 | +5.211 |
| 20   | 34   | 스반테 코할라           | 스웨덴                | 58.517    | 21   | 58.779   | 20   | 58.368    | 18   | 58.333    | 19        | 3:53.997 | +5.262 |
| 21   | 15   | 요제프 니니스           | 슬로바키아            | 58.205    | 18   | 58.764   | 19   | 58.856    | 23   | 진출 실패 | 진출 실패 | 2:55.825 | 없음   |
| 22   | 20   | 안톤 두카치             | 우크라이나            | 58.873    | 25   | 58.726   | 18   | 58.408    | 19   | 진출 실패 | 진출 실패 | 2:56.007 | 없음   |
| 23   | 26   | 루퍼트 스토딩어         | 영국                  | 58.731    | 22   | 58.960   | 22   | 58.622    | 22   | 진출 실패 | 진출 실패 | 2:56.313 | 없음   |
| 24   | 25   | 판둬야오                | 중화인민공화국        | 58.848    | 23   | 58.883   | 21   | 58.895    | 25   | 진출 실패 | 진출 실패 | 2:56.626 | 없음   |
| 25   | 35   | 마테우시 소호비치       | 폴란드                | 58.863    | 24   | 59.196   | 26   | 58.867    | 24   | 진출 실패 | 진출 실패 | 2:56.926 | 없음   |
| 26   | 32   | 마리안 스쿠페크         | 슬로바키아            | 58.956    | 26   | 58.976   | 23   | 59.051    | 27   | 진출 실패 | 진출 실패 | 2:56.983 | 없음   |
| 27   | 13   | 안드리 만지             | 우크라이나            | 1:01.082  | 32   | 58.706   | 17   | 58.346    | 17   | 진출 실패 | 진출 실패 | 2:58.134 | 없음   |
| 28   | 33   | 파벨 안겔로프           | 불가리아              | 59.555    | 29   | 59.753   | 29   | 59.545    | 29   | 진출 실패 | 진출 실패 | 2:58.853 | 없음   |
| 29   | 17   | 발렌틴 크레추           | 루마니아              | 58.349    | 20   | 58.362   | 15   | 1:02.223  | 34   | 진출 실패 | 진출 실패 | 2:58.934 | 없음   |
| 30   | 30   | 미하엘 레이세크         | 체코                  | 59.542    | 28   | 59.945   | 31   | 1:00.080  | 32   | 진출 실패 | 진출 실패 | 2:59.567 | 없음   |
| 31   | 27   | 사바 쿠마리타슈빌리     | 조지아                | 1:00.211  | 30   | 1:00.146 | 32   | 1:00.036  | 31   | 진출 실패 | 진출 실패 | 3:00.393 | 없음   |
| 32   | 28   | 고바야시 세이야         | 일본                  | 1:00.856  | 31   | 1:00.919 | 33   | 59.859    | 30   | 진출 실패 | 진출 실패 | 3:01.634 | 없음   |
| 33   | 29   | 임남규                  | 대한민국              | 1:02.438  | 34   | 59.794   | 30   | 59.538    | 28   | 진출 실패 | 진출 실패 | 3:01.770 | 없음   |
| 34   | 31   | 미르자 니콜라예브       | 보스니아 헤르체고비나 | 1:01.667  | 33   | 1:02.507 | 34   | 1:01.175  | 33   | 진출 실패 | 진출 실패 | 3:05.349 | 없음   |
|      | 9    | 케빈 피슈날러           | 이탈리아              | 기권      | 기권 | 기권     | 기권 | 기권      | 기권 | 기권      | 기권      | 기권     | 기권   |